# Aarons Pass
Aarons Pass är en by (locality) i Mid-Western Regional Council i New South Wales i Australien. Vid 2021 års folkräkning hade Aarons Pass 33 invånare.